# Copa Mundial Junior de Hockey Femenino de 2001
La Copa Mundial Junior de Hockey Femenino de 2001 fue la cuarta edición de la Copa Mundial Junior de Hockey Femenino organizada por la FIH. Se realizó entre el 14 y el 26 de mayo de 2001 en Buenos Aires, Argentina.
El campeón fue Corea del Sur que le ganó la final por penales a Argentina 4 a 3, luego de igualar 2 a 2. Australia se quedó con el tercer puesto, después de vencer con comodidad a los Países Bajos, por 2 a 0.

## Primera fase
Clasifican a la segunda fase, los dos primeros de cada grupo.

### Grupo A
| Equipo         | J | G | E | P | GF | GC | Pts |
| -------------- | - | - | - | - | -- | -- | --- |
| Países Bajos   | 3 | 3 | 0 | 0 | 9  | 1  | 9   |
| Nueva Zelanda  | 3 | 1 | 1 | 1 | 4  | 3  | 4   |
| India          | 3 | 1 | 1 | 1 | 2  | 1  | 4   |
| Estados Unidos | 3 | 0 | 0 | 3 | 1  | 11 | 0   |

| 14 de mayo de 2001 | Estados Unidos | 1:3 | Nueva Zelanda |  |  |

| 14 de mayo de 2001 | India | 0:1 | Países Bajos |  |  |

| 15 de mayo de 2001 | India | 2:1 | Estados Unidos |  |  |

| 15 de mayo de 2001 | Países Bajos | 2:1 | Nueva Zelanda |  |  |

| 17 de mayo de 2001 | Países Bajos | 6:0 | Estados Unidos |  |  |

| 17 de mayo de 2001 | Nueva Zelanda | 0:0 | India |  |  |

### Grupo B
| Equipo    | J | G | E | P | GF | GC | Pts |
| --------- | - | - | - | - | -- | -- | --- |
| Australia | 2 | 2 | 0 | 0 | 3  | 1  | 6   |
| Alemania  | 2 | 1 | 0 | 1 | 7  | 1  | 3   |
| Chile     | 2 | 0 | 0 | 2 | 1  | 9  | 0   |

| 15 de mayo de 2001 | Australia | 2:1 | Chile |  |  |

| 16 de mayo de 2001 | Australia | 1:0 | Alemania |  |  |

| 18 de mayo de 2001 | Chile | 0:7 | Alemania |  |  |

### Grupo C
| Equipo    | J | G | E | P | GF | GC | Pts |
| --------- | - | - | - | - | -- | -- | --- |
| Argentina | 3 | 3 | 0 | 0 | 13 | 0  | 9   |
| Sudáfrica | 3 | 2 | 0 | 1 | 4  | 5  | 6   |
| España    | 3 | 1 | 0 | 2 | 3  | 8  | 3   |
| Gales     | 3 | 0 | 0 | 3 | 0  | 7  | 0   |

| 14 de mayo de 2001 | Gales | 0:2 | Sudáfrica |  |  |

| 14 de mayo de 2001 | Argentina | 6:0 | España |  |  |

| 16 de mayo de 2001 | España | 1:2 | Sudáfrica |  |  |

| 16 de mayo de 2001 | Argentina | 3:0 | Gales |  |  |

| 17 de mayo de 2001 | España | 2:0 | Gales |  |  |

| 17 de mayo de 2001 | Sudáfrica | 0:4 | Argentina |  |  |

### Grupo D
| Equipo        | J | G | E | P | GF | GC | Pts |
| ------------- | - | - | - | - | -- | -- | --- |
| Corea del Sur | 3 | 3 | 0 | 0 | 19 | 0  | 9   |
| Inglaterra    | 3 | 2 | 0 | 1 | 5  | 1  | 6   |
| Canadá        | 3 | 1 | 0 | 2 | 2  | 12 | 3   |
| Rusia         | 3 | 0 | 0 | 3 | 1  | 14 | 0   |

| 15 de mayo de 2001 | Canadá | 0:3 | Inglaterra |  |  |

| 15 de mayo de 2001 | Corea del Sur | 10:0 | Rusia |  |  |

| 16 de mayo de 2001 | Inglaterra | 2:0 | Rusia |  |  |

| 16 de mayo de 2001 | Canadá | 0:8 | Corea del Sur |  |  |

| 18 de mayo de 2001 | Rusia | 1:2 | Canadá |  |  |

| 18 de mayo de 2001 | Inglaterra | 0:1 | Corea del Sur |  |  |

## Segunda fase

### Grupo E
| Equipo        | J | G | E | P | GF | GC | Pts |
| ------------- | - | - | - | - | -- | -- | --- |
| Países Bajos  | 3 | 2 | 0 | 1 | 6  | 2  | 6   |
| Corea del Sur | 3 | 2 | 0 | 1 | 6  | 3  | 6   |
| Alemania      | 3 | 1 | 1 | 1 | 3  | 3  | 4   |
| Sudáfrica     | 3 | 0 | 1 | 2 | 1  | 8  | 1   |

| 19 de mayo de 2001 | Alemania | 0:2 | Países Bajos |  |  |

| 19 de mayo de 2001 | Sudáfrica | 0:4 | Corea del Sur |  |  |

| 20 de mayo de 2001 | Países Bajos | 3:0 | Sudáfrica |  |  |

| 21 de mayo de 2001 | Corea del Sur | 0:2 | Alemania |  |  |

| 22 de mayo de 2001 | Alemania | 1:1 | Sudáfrica |  |  |

| 22 de mayo de 2001 | Países Bajos | 1:2 | Corea del Sur |  |  |

### Grupo F
| Equipo        | J | G | E | P | GF | GC | Pts |
| ------------- | - | - | - | - | -- | -- | --- |
| Australia     | 3 | 3 | 0 | 0 | 7  | 2  | 9   |
| Argentina     | 3 | 2 | 0 | 1 | 5  | 1  | 6   |
| Inglaterra    | 3 | 1 | 0 | 2 | 4  | 9  | 3   |
| Nueva Zelanda | 3 | 0 | 0 | 3 | 3  | 7  | 0   |

| 19 de mayo de 2001 | Nueva Zelanda | 1:2 | Australia |  |  |

| 19 de mayo de 2001 | Argentina | 3:0 | Inglaterra |  |  |

| 20 de mayo de 2001 | Argentina | 2:0 | Nueva Zelanda |  |  |

| 21 de mayo de 2001 | Australia | 4:1 | Inglaterra |  |  |

| 22 de mayo de 2001 | Argentina | 0:1 | Australia |  |  |

| 22 de mayo de 2001 | Inglaterra | 3:2 | Nueva Zelanda |  |  |

### Grupo G
| Equipo | J | G | E | P | GF | GC | Pts |
| ------ | - | - | - | - | -- | -- | --- |
| India  | 2 | 2 | 0 | 0 | 10 | 0  | 6   |
| Gales  | 2 | 1 | 0 | 1 | 3  | 6  | 3   |
| Canadá | 2 | 0 | 0 | 2 | 2  | 9  | 0   |

| 19 de mayo de 2001 | Gales | 3:2 | Canadá |  |  |

| 22 de mayo de 2001 | India | 4:0 | Gales |  |  |

| 23 de mayo de 2001 | Canadá | 0:6 | India |  |  |

### Grupo H
| Equipo         | J | G | E | P | GF | GC | Pts |
| -------------- | - | - | - | - | -- | -- | --- |
| España         | 3 | 2 | 0 | 1 | 14 | 5  | 6   |
| Chile          | 3 | 2 | 0 | 1 | 2  | 5  | 6   |
| Estados Unidos | 3 | 1 | 0 | 2 | 5  | 6  | 3   |
| Rusia          | 3 | 1 | 0 | 2 | 5  | 10 | 3   |

| 19 de mayo de 2001 | Chile | 1:0 | Estados Unidos |  |  |

| 19 de mayo de 2001 | España | 7:2 | Rusia |  |  |

| 21 de mayo de 2001 | Estados Unidos | 2:3 | Rusia |  |  |

| 21 de mayo de 2001 | España | 5:0 | Chile |  |  |

| 22 de mayo de 2001 | Estados Unidos | 3:2 | España |  |  |

| 22 de mayo de 2001 | Rusia | 0:1 | Chile |  |  |

## Fase final

### Ronda consuelo

#### Del 13° al 15°
| 24 de mayo de 2001 | Canadá | 5:0 | Rusia |  |  |

##### Decimotercer puesto
| 25 de mayo de 2001 | Estados Unidos | 0:1 | Canadá |  |  |

#### Del 9° al 12°
| 24 de mayo de 2001 | India | 4:0 | Chile |  |  |

| 24 de mayo de 2001 | España | 2:0 | Gales |  |  |

##### Decimoprimer puesto
| 25 de mayo de 2001 | Chile | 1:2 | Gales |  |  |

##### Noveno puesto
| 26 de mayo de 2001 | India | 5:1 | España |  |  |

#### Del 5° al 8°
| 25 de mayo de 2001 | Alemania | 0:1 | Nueva Zelanda |  |  |

| 25 de mayo de 2001 | Inglaterra | 0:1 | Sudáfrica |  |  |

##### Séptimo puesto
| 26 de mayo de 2001 | Alemania | 5:1 | Inglaterra |  |  |

##### Quinto puesto
| 26 de mayo de 2001 | Nueva Zelanda | 6:1 | Sudáfrica |  |  |

### Ronda campeonato
|  | Semifinales   | Semifinales |       |           | Final             | Final      |  |
|  | 24 de mayo    | 24 de mayo  |       |           | 26 de mayo        | 26 de mayo |  |
|  |               |             |       |           |                   |            |  |
|  |               |             |       |           |                   |            |  |
|  | Argentina     | 2           |       |           |                   |            |  |
|  | Países Bajos  | 0           |       |           |                   |            |  |
|  |               |             |       |           |                   |            |  |
|  |               |             |       |           |                   |            |  |
|  |               |             |       |           | Corea del Sur (p) | 2 (4)      |  |
|  |               | Argentina   | 2 (3) |           |                   |            |  |
|  |               |             |       |           |                   |            |  |
|  |               |             |       |           |                   |            |  |
|  |               |             |       |           | Tercer lugar      |            |  |
|  |               |             |       |           |                   |            |  |
|  | Corea del Sur | 1           |       | Australia | 2                 |            |  |
|  | Australia     | 0           |       |           | Países Bajos      | 0          |  |

#### Semifinales
| 24 de mayo de 2001 | Países Bajos | 0:2 | Argentina |  |  |

| 24 de mayo de 2001 | Australia | 0:1 | Corea del Sur |  |  |

##### Tercer puesto
| 26 de mayo de 2001 | Países Bajos | 0:2 | Australia |  |  |

##### Final
| 26 de mayo de 2001 | Argentina | 2:2 ( 3:4 ) | Corea del Sur |  |  |

|                                   |
| Bandera de Corea del Sur          |
| Campeón Corea del Sur 1.er título |

## Posiciones
| Posición | Equipo         |
| -------- | -------------- |
| 1        | Corea del Sur  |
| 2        | Argentina      |
| 3        | Australia      |
| 4        | Países Bajos   |
| 5        | Nueva Zelanda  |
| 6        | Sudáfrica      |
| 7        | Alemania       |
| 8        | Inglaterra     |
| 9        | India          |
| 10       | España         |
| 11       | Gales          |
| 12       | Chile          |
| 13       | Canadá         |
| 14       | Estados Unidos |
| 15       | Rusia          |